# Robert Burnham Jr.
Robert Burnham Jr. född 16 juni 1931, död 20 mars 1993 var en amerikansk astronom.
Han var verksam vid Lowell Observatory. Tillsamna med landsmanen Norman G. Thomas upptäckte han asteroiden 3397 Leyla.
Minor Planet Center listar honom som R. Burnham och som upptäckare av 1 asteroid.
Han upptäckte även kometerna C/1957 U1, C/1958 D1 och 56P/Slaughter-Burnham.
Asteroiden 3467 Bernheim är uppkallad efter honom.